# Zapp (album)
Zapp è il primo ed eponimo album in studio del gruppo musicale statunitense Zapp, pubblicato nel 1980.

## Tracce
Side 1
1. More Bounce to the Ounce – 9:25
2. Freedom – 3:48
3. Brand New Player – 5:51

Side 2
1. Funky Bounce – 6:46
2. Be Alright – 7:52
3. Coming Home – 6:34